# Cerkiew Narodzenia św. Jana Chrzciciela w Lohusuu
Cerkiew Narodzenia św. Jana Chrzciciela – nieczynna cerkiew prawosławna w Lohusuu.

## Historia
Inicjatorem budowy świątyni był kupiec Chrisanf Trielin, żyjący w Lohusuu; jego plan budowy świątyni poparł biskup ryski i mitawski Platon. Według witryny Estońskiego Kościoła Prawosławnego Trielin postanowił wznieść w Lohusuu cerkiew, gdy zauważył, że część mieszkańców zaczęła oddawać cześć czarnemu kamieniowi znajdującemu się w miejscowym lesie. Cerkiew pod wezwaniem Narodzenia św. Jana Chrzciciela została wzniesiona w 1863 na miejscowym cmentarzu prawosławnym. Był to obiekt drewniany na kamiennym fundamencie. Trielin osobiście wykonał dla świątyni ikonostas oraz sfinansował zakup ikon oraz innych niezbędnych utensyliów liturgicznych. Od 18 lipca 1866 cerkiew w Lohusuu posiadała status parafialnej.
Drewniany budynek sakralny stopniowo przestawał w pełni zaspokajać potrzeby wiernych; drewno, z którego zbudowano ściany, zaczęło gnić. Początkowo prośby parafian kierowane do Świątobliwego Synodu z prośbą o wyznaczenie środków na budowę nowej świątyni nie były pozytywnie rozpatrywane. Zgodę na wzniesienie nowej cerkwi uzyskał dopiero w 1896 proboszcz parafii, ks. Gabriel Smirieczanski, który kontaktował się w tej sprawie z arcybiskupem ryskim i mitawskim Arseniuszem. Głównym fundatorem nowej świątyni był kupiec Josif Miedwiediew.
Po wyświęceniu nowej cerkwi, która otrzymała wezwanie Objawienia Pańskiego, dawna świątynia parafialna przestała być użytkowana, chociaż jej budynek przetrwał do naszych czasów.